# Tabara Korka N'diaye
 (août 2025).
Tabara Korka N'diaye est une chercheuse, écrivaine et créatrice sénégalaise née en 1995. Elle est féministe et s'intéresse à l'engagement des femmes et des jeunes dans la politique au Sénégal.

## Biographie

### Formation et engagement
Tabara Korka N’diaye nait en 1995 au Sénégal,. Elle est titulaire d'un diplôme de sciences politiques et relations internationales de l'Institut de leadership Madiba du Groupe ISM Dakar,. Très tôt, elle manifeste un intérêt pour la cause environnementale et les questions portant sur la participation des jeunes aux prises de décisions, notamment en politique. Elle intègre alors le scoutisme et devient membre de l'association des éclaireuses et éclaireurs du Sénégal. Tabara Korka participe en mai 2015 et août 2016 au sommet des jeunes du G7 à Berlin en tant que représentante du Sénégal.

### Expérience professionnelle
Tabara Korka N’diaye réside et travaille à Dakar. Chercheuse, créatrice et écrivaine, elle participe en 2017 à l'écriture de l'ouvrage collectif « Politisez-vous ! » dans lequel elle aborde la question de la « présence-absence » des femmes sénégalaises en politique,.  En 2018, elle travaille pour la Commission OFF de la 13ème biennale des arts de Dakar où elle prend part à l'exposition performative « maGma ». Alors qu'elle forme le collectif « On est malade » avec Freya Edmondes durant la session 3 de la RAW Academy, elle réalise sous la direction du Journal Rappé, une série d'enregistrements sonores de la ville de Dakar pour l'exploration de l'idée selon laquelle « le bruit est un langage ». En fonction à RAW Material Company (un centre d'art, de savoir et de société), Tabara Korka y occupe le poste d'assistante de recherche participant au commissariat d'expositions et de programmes publics, ce qui lui permet d'avoir une collaboration étroite avec des artistes en résidence. Elle est la co-organisatrice du premier festival africain du film et de la recherche féministes baptisé CinéFemFest sur l'île de Gorée en 2023,. 
Les recherches de Tabara Korka N’diaye ont pour thématiques le féminisme, les luttes des militantes dans la trajectoire politique et historique du Sénégal, puis le discours des femmes dans le hip-hop,.

## Distinction
- Prix Prince Claus Seed 2023[3]